# إثارة (نوع فني)

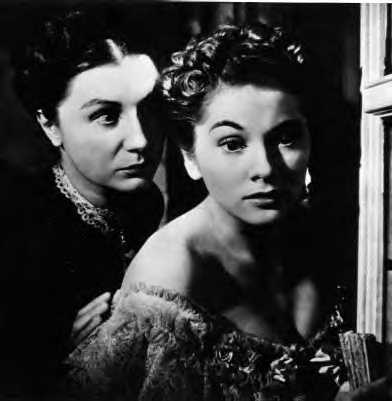
موضوع مشترك في أفلام الإثارة ينطوي على ضحايا أبرياء التعامل مع خصوم مختلين، كما في فيلم ريبيكا (1940) للمخرج ألفريد هتشكوك، حيث تحاول السيدة دانفرز إقناع السيدة دي وينتر بالأنتحار.

الإثارة أو الرواية المثيرة هي نوع واسع من الأدب، والأفلام، والبرامج التلفزيونية تستخدم التشويق والتوتر والانفعالات النفسية كعناصر رئيسية لها. الإثارة تحفز مزاج المشاهدين معطيةً لهم مستوى عال من الترقب والتوقع والشك والمفاجأة والقلق و/أو الرعب. أفلام الإثارة تميل إلى أن تكون سريعة الأدرينالين وجريئة ومثيرة وسريعة الخطى. الإثارة توفر الاندفاع المفاجئ من العواطف والانفعال، والبهجة التي تدفع السرد. أحياناً تصقل بفترات ذروة أو هدوء، أحياناً بإثارة ثابة سريعة الوتيرة. تبقي الجمهور «على أعصابه» بينما تتجه الحبكة نحو ذروتها. الأدوات الأدبية مثل الأنحرافات في الحبكة والتضليل تستخدم بشدة. الإثارة عادة ما تكون حبكة يحركها شرير (villain). حيث هو أو هي تقدم العقبات التي يجب على البطل التغلب عليها.
الأنواع الفرعية شيوعا هي الإثارة النفسية وإثارة جريمة وإثارة غامضة. نوع فرعي من الإثارة شائع أيضاً هو التجسس والذي يتعامل مع التجسس الخيالي. من الأمثلة الناجحة للإثارة أفلام ألفريد هتشكوك. أنواع الرعب والحركة في كثير من الأحيان تتداخل معها. الإثارة تميل إلى أن تكون نفسية ومهددة وغامضة وأحياناً تنطوي على التجسس والإرهاب والمؤامرة.
أوديسة لهوميروس هي واحدة من أقدم القصص في العالم الغربي وتعتبر مثالاً بدائي للإثارة. فريتز لانغ وألفريد هتشكوك ساعدوا في صقل النوع الحديث من الإثارة مع أفلام مثل إم (1931) وسايكو (1960) على التوالي.